# Здание компании «Отсо»
Здание компании «Отсо» — жилое здание с коммерческими помещениями в городе Выборге. Занимающий угловой участок на главной городской площади — Красной — пятиэтажный многоквартирный дом в стиле северный модерн включён в перечень памятников архитектуры.

## История
Для строительства доходного дома акционерным обществом «Отсо» был приобретён участок на площади Красного Колодца, хаотичная деревянная застройка которой в соответствии с городским планом 1861 года, разработанным выборгским губернским землемером Б. О. Нюмальмом, после сноса устаревших укреплений Рогатой крепости уступала место каменному многоэтажному строительству. 
Автором разработанного в 1903 году проекта здания стал выборгский архитектор А. Шульман. По его замыслу въезд на площадь по главной городской магистрали со стороны Петербурга оформлен возведёнными компаниями «Арина» и «Отсо» двумя жилыми домами с оригинальными башенками в стиле финского национального романтизма. Построенное в 1905 году здание акционерного общества «Отсо» имеет важное градоформирующее значение: на его главный фасад ориентирована Вокзальная улица, в застройке которой А. Шульман принял активное участие, а на высокую угловую башню с куполом, по форме напоминающую башню Святого Олафа Выборгского замка, — Северная улица. Фасады с небольшими эркерами и окнами разнообразной конфигурации с мелким переплётом покрыты штукатуркой «под шубу», при этом витринные и дверные проёмы, а также арочные проезды на первом этаже облицованы резным гранитным камнем. Гармоничным продолжением дома компании «Отсо» стало спроектированное архитектором П. Уотилой для купца Ф. Москвина многоквартирное здание с магазинами на первом этаже, тоже украшенное оригинальными башенками.
Значительную долю помещений в доме первоначально занимали административные подразделения и магазины выборгской торговой кооперации («Viipurin Osuusliike»). Также известностью пользовались Польское консульство и Выборгское музыкальное училище, основанное в 1918 году российским скрипачом Б.О. Сирпо.  
В марте 1940 года вследствие Советско-финляндской войны (1939—1940) в доме возник пожар, и обгоревший остов внушительного здания на долгие годы стал частью городского пейзажа. К полномасштабной реконструкции смогли приступить только в 1950-х годах, в рамках мероприятий по ликвидации разрушительных последствий советско-финских войн (1939—1944). Проектом послевоенного ремонта предусматривалось упрощение внешнего облика дома, включающее замену высокой кровли более покатой и уменьшение размеров треугольных фронтонов над эркерами. В то же время предполагалось сохранить угловую башенку и восстановить её декоративный флюгер. Однако в условиях развернувшейся с 1953 года кампании по борьбе с «архитектурными излишествами», идеи которой были позже закреплены знаменитым постановлением «Об устранении излишеств в проектировании и строительстве», в ходе ремонта, проведённого с отклонениями от первоначального проекта, был утрачен ряд элементов фасадного декора, в том числе орнаменты и угловая башня. В то же время общая композиция фасада была сохранена. Верхние этажи заняли квартиры, а на первом разместились магазины трикотажа, парфюмерии, игрушек и галантерейных товаров, а также предприятия общественного питания. 
В конце 1980-х годов было принято решение о реставрации здания с восстановлением верхней части фасада и формы кровли, а также мелких оконных переплётов. Так в начале 1990-х годов на своё место вернулась угловая башня, а фронтоны увеличились в размерах. В целом фасаду вернули исторический вид, хотя далеко не все элементы отделки восстановлены.

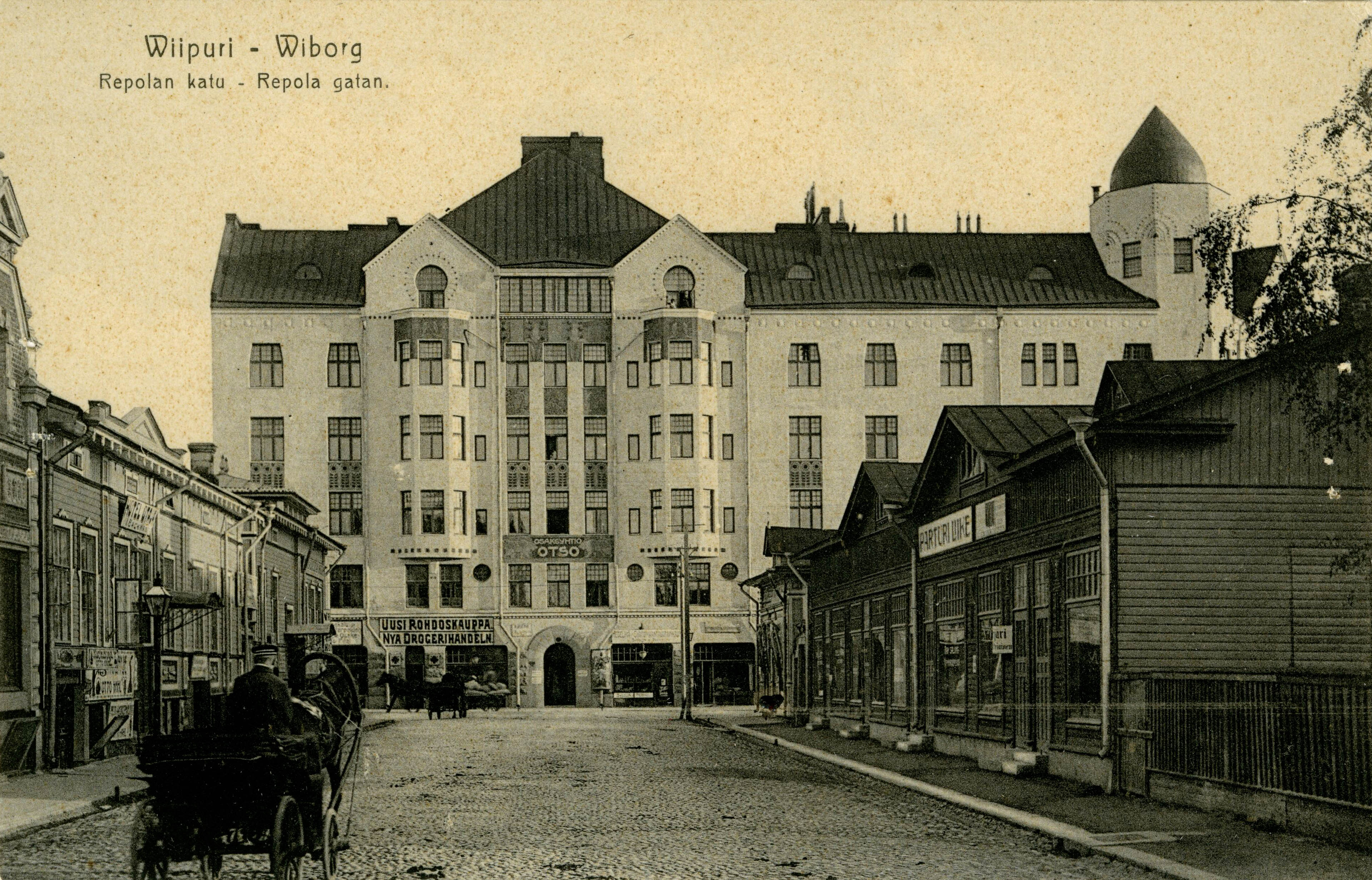
Вид на главный фасад в 1910-х годах
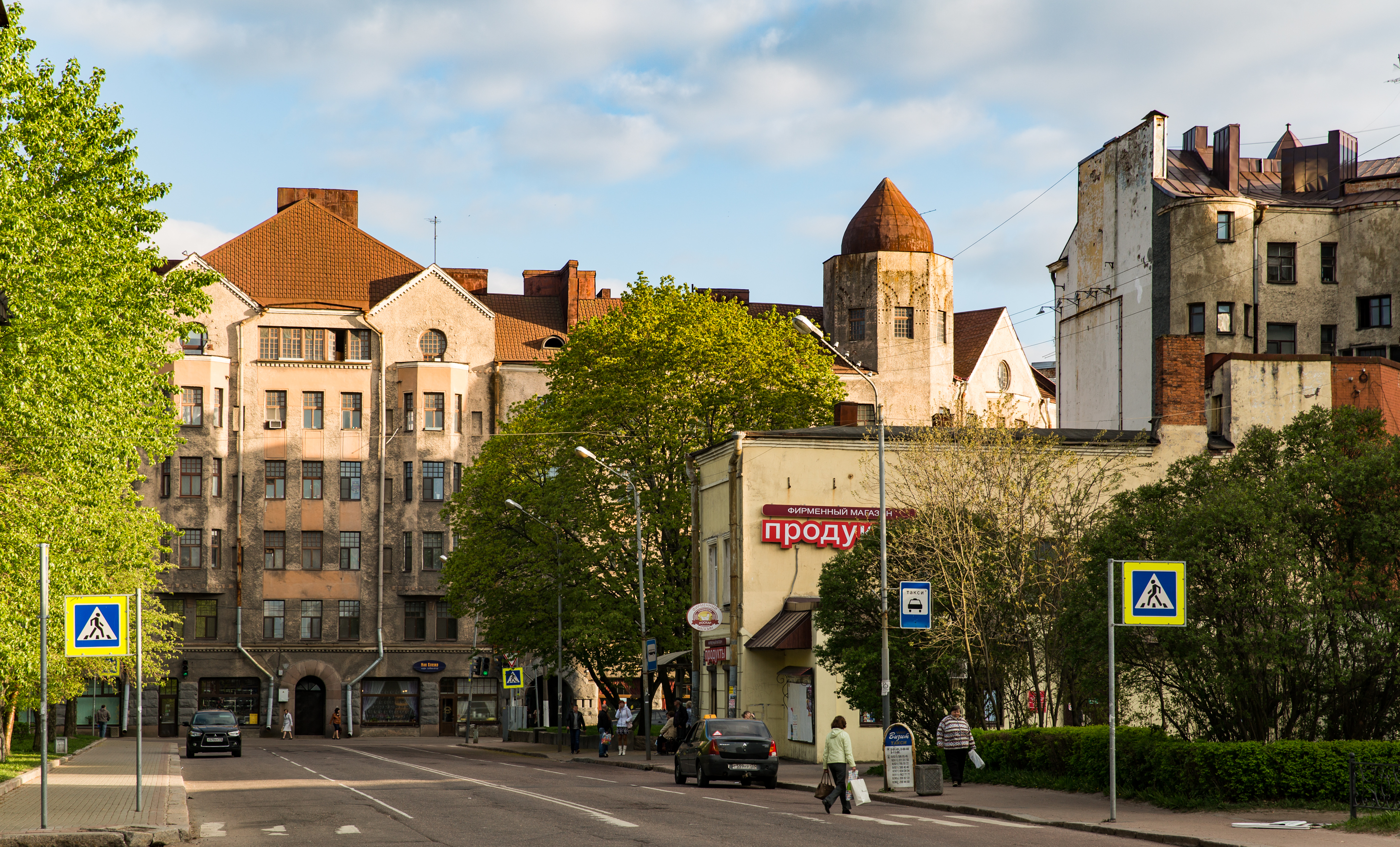
Вид с Вокзальной улицы в 2017 году
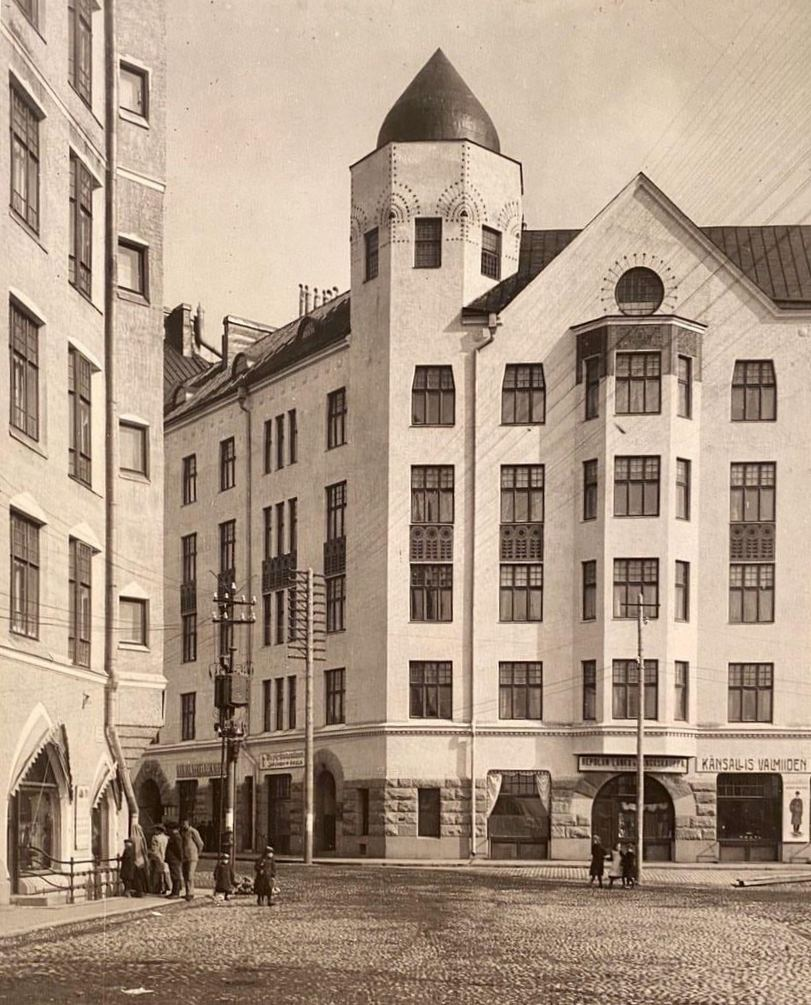
Вид с Северной улицы в начале XX века
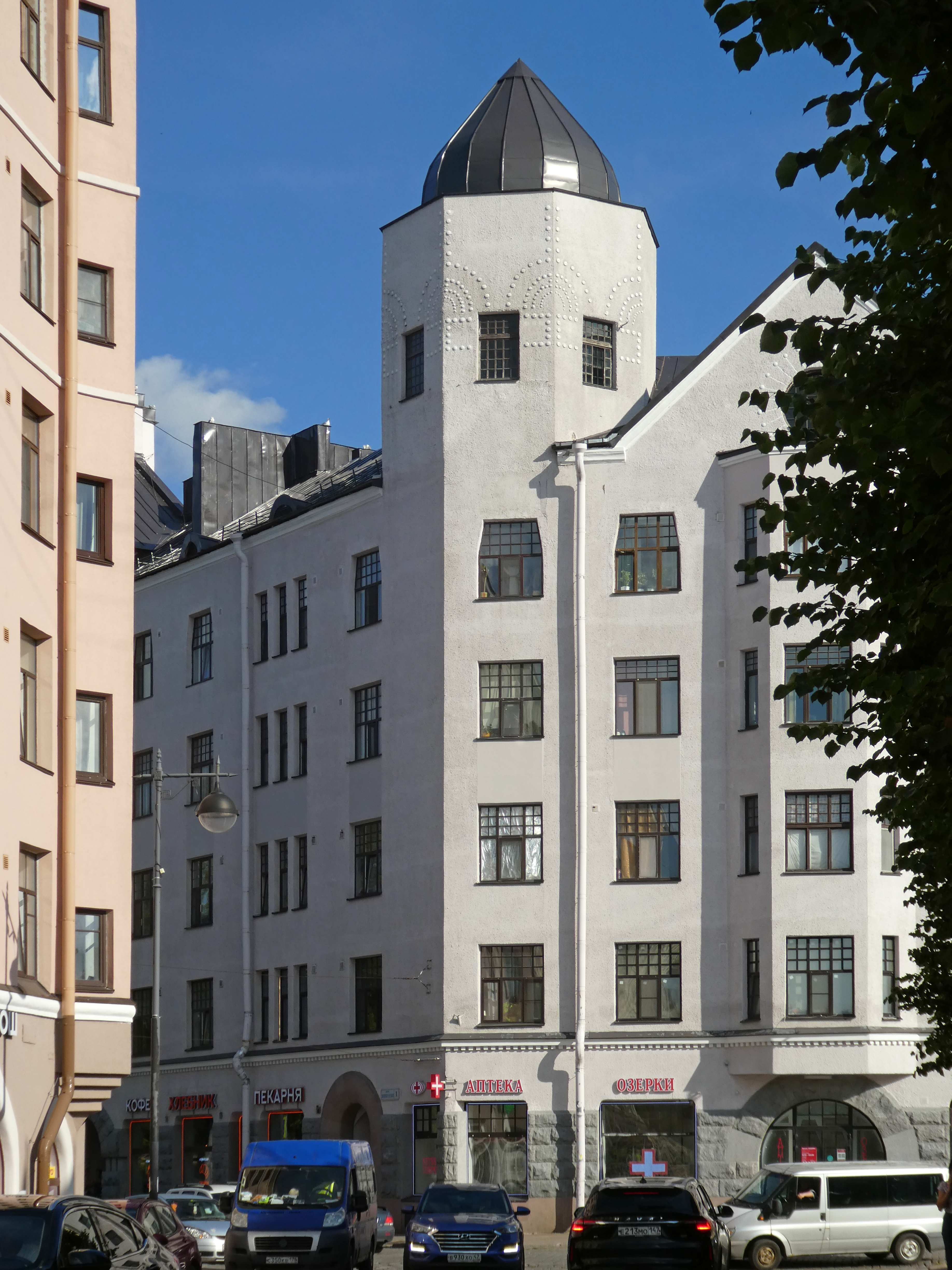
Вид с Северной улицы в 2024 году